# (21083) 1991 TH14
(21083) 1991 TH14 (1991 TH14, 1999 NN16) — астероїд головного поясу, відкритий 2 жовтня 1991 року.
Тіссеранів параметр щодо Юпітера — 3,362.